# Kentarō Namiki
Kentarō Namiki (26 settembre 1981) è un ex giocatore di football americano giapponese che ha giocato come quarterback.

## Palmarès
- 1 Mondiale (2003)